# Ylihärmä
Ylihärmä là một đô thị cũ của Phần Lan, được hợp nhất vào Kauhava ngày 1 tháng 1 năm 2009.
Vị trí ở tỉnh Tây Phần Lan trong vùng Nam Ostrobothnia. Đô thị này có dân số 3.052 người (năm 2003) và diện tích 151,82 km² trong đó có 0,35 km² là diện tích mặt nước. Mật độ dân số là 20,1 người trên mỗi km².
Dân đô thị này chỉ sử dụng tiếng Phần Lan